# Савезне Државе Микронезије на Светском првенству у атлетици у дворани 2012.
Микронезија је четврти пут учествовала на Светском првенству у атлетици у дворани 2012. одржаном у Истанбулу од 9. до 11. марта. Репрезентацију Микронезије представљао је један такмичар, који се такмичио у трци на 60 метара.
Микронезија није освојила ниједну медаљу нити је остварен неки резултат.

## Учесници
Мушкарци:
- John Howard — 60 м

## Резултати

### Мушкарци
| Атлетичар   | Дисциплина | Лични рекорд | Квалификација     | Квалификација     | Полуфинале           | Полуфинале           | Финале               | Финале               | Детаљи |
| Атлетичар   | Дисциплина | Лични рекорд | Резултат          | Место             | Резултат             | Место                | Резултат             | Место                | Детаљи |
| ----------- | ---------- | ------------ | ----------------- | ----------------- | -------------------- | -------------------- | -------------------- | -------------------- | ------ |
| John Howard | 60 м       | 7,30         | Није завршио трку | Није завршио трку | Није се квалификовао | Није се квалификовао | Није се квалификовао | Није се квалификовао |        |